# Coptocycla texana
Coptocycla texana är en skalbaggsart som först beskrevs av Schaeffer 1933.  Coptocycla texana ingår i släktet Coptocycla och familjen bladbaggar. Inga underarter finns listade i Catalogue of Life.